# Hypogrammodes abscondens
Hypogrammodes abscondens är en fjärilsart som beskrevs av Walker 1857. Hypogrammodes abscondens ingår i släktet Hypogrammodes och familjen nattflyn. Inga underarter finns listade i Catalogue of Life.